# 코로만델반도

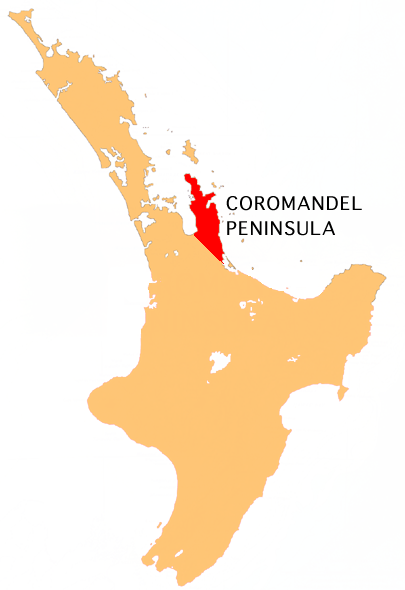
코로만델반도

코로만델반도(영어: Coromandel Peninsula, 마오리어: Te Tara-o-te-Ika-a-Māui)는 뉴질랜드 북섬 와이카토 지방에 있는 반도로 길이 53km 폭 40km다. 북쪽으로 뻗어 있고 플렌티만 서쪽에 있다.